# Château de Carimate
Le château de Carimate (en italien, Castello di Carimate, en lombard Castèll de Carimaa) à Carimate, dans la province de Côme, en Lombardie, est un château du XIVe siècle.

## Histoire
Le site est occupé, depuis au moins 1149, par une fortification détruite au XIIIe siècle, lors des guerres opposant Côme et Milan.
En 1345, Luchino I Visconti fait reconstruire une citadelle,.
Le bâtiment était utilisé comme lieu de villégiature et de chasse, mais il est également situé dans une position stratégique, près de la via Regina, la route qui mène de Milan à Côme puis en Suisse.
Le château passe temporairement aux mains des Malabarba, puis retourne en possession des Visconti. Le château fait l'objet de travaux de fortification par Barnabé Visconti qui, en 1380, le cède à sa femme Béatrice. Cette dernière dota le château douves et du pont-levis.
Après être passé à nouveau aux mains des Malabarba puis les Della Mirandola, en 1434 le château et le reste de Carimate sont donnés par le duc Filippo Maria Visconti en fief à Giorgio Aicardi (dit Scaramuzza), pour avoir découvert une conspiration des nobles milanais des Malatesta, Arcelli et Beccaria contre le duc. En signe de gratitude, Aicardi pu également ajouter le nom de famille des Visconti au sien.
En 1477, Galéas Marie Sforza, devenu duc de Milan, reconfirma la propriété comme appartenant aux héritiers de Giorgio Scaramuzza Visconti Aicardi. En 1481, Lancelotto Visconti, fils de Giorgio, restructure à nouveau le château. En 1493, d'autres interventions sont enregistrées .
Le 3 décembre 1493, le cortège nuptial de Blanche-Marie Sforza, sœur du duc de Milan, élit domicile dans le château. Le cortège accompagne la mariée en Allemagne pour son mariage avec Maximilien Ier de Habsbourg, empereur du Saint-Empire romain germanique. Dans ces circonstances, Bianca Maria Sforza, le duc de Milan Jean Galéas Sforza, son oncle Ludovico il Moro avec Beatrice d'Este et d'autres membres de la famille ducale sont hébergés dans le château. 
En 1496 que l'empereur Maximilien Ier logea à Carimate. 
En août 1499, le château devient le dernier refuge de Ludovico il Moro avant de fuir en Allemagne .
En 1866, lors du Risorgimento, Victor-Emmanuel II de Savoie et Giuseppe Garibaldi, suivent les manœuvres des troupes engagées dans le conflit de la troisième guerre d'indépendance du haut de la tour du château.
En 1874, le château, propriété de Bernardo Arnaboldi Gazzaniga comte de Pirocco, subit une restauration radicale par l'architecte Ercole Balossi Merlo, visant à lui redonner l'aspect qu'il devait avoir à l'époque médiévale et pour y installer sa vaste collection de peintures, tapisseries et autres œuvres d'art. L'aspect actuel est essentiellement le résultat de cette restauration.
En 1910, le château sert de décor de cinéma lorsque y tourner le court métrage Gioacchino Murat dalla locanda al trono .
La propriété est restée dans la famille Arnaboldi jusqu'en 1957, date à laquelle elle a été entièrement vendue à une société immobilière, Società Generale Immobiliare, qui en a fait un centre résidentiel, construisant également le terrain de golf qui existe encore aujourd'hui. Une fois le lotissement achevé, la Società Generale Immobiliare a vendu toutes les autres propriétés, y compris le terrain de golf, le château et les anciennes écuries (il Torchio). Les installations sportives passèrent à un autre organisme qui les gère toujours, tandis que le château fut vendu en 1976 à une société d'enregistrement musical, Stone Castle Studios. Dans ce cadre, certaines pièces ont été réaménagées pour les besoins techniques. Pendant dix ans, les Studios ont été fréquentés par des artistes tels que Fabrizio De Andrè, Mia Martini, l'ourson, Lucio Dalla, Antonello Venditti, Riccardo Cocciante, Nena, Paul Young, Roberto Vecchioni et Yes.
En 1986, le château de Carimate changea à nouveau de mains, et devient un restaurant et un hôtel.
À partir des années 1990, les anciennes écuries sont transformées en lieu d'attraction citoyenne et culturelle par une coopérative citoyenne.

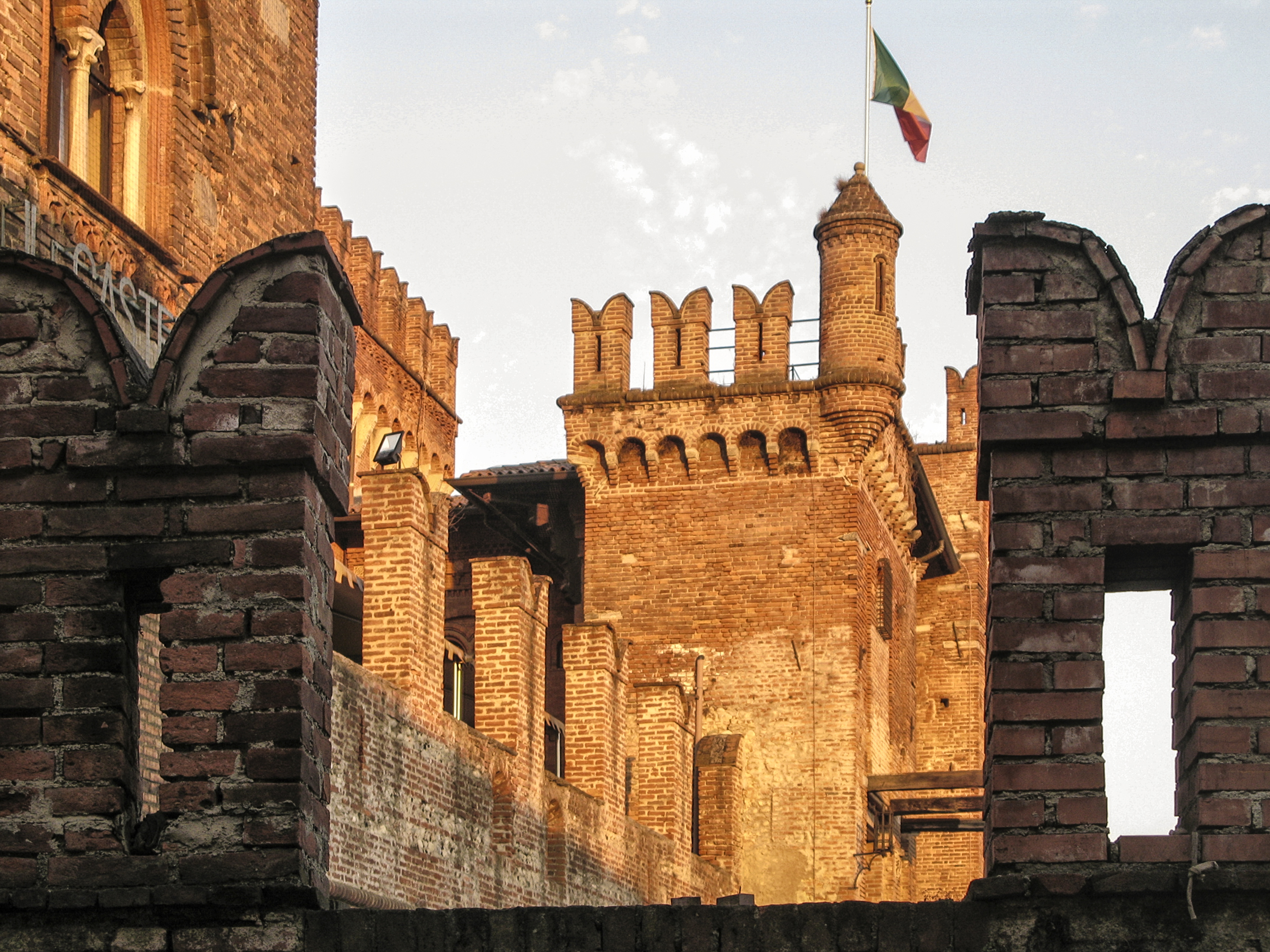
Détail des merlons ghibellini du château de Carimate.

## Architecture
Le château, de style gothique lombard, présente une forme de quadrilatère avec une cour centrale. À l'angle sud-ouest se trouve une haute tour en brique, séparée du corps principal.
À l'entrée, subsistent les traces d'une ancienne herse et d'un pont-levis.
Le deuxième étage présente une série de fenêtres à meneaux. Les remparts présentent des merlons gibelins en « queue-d'aronde » (en italien, merli ghibellini, a coda di rondine).
Les fresques des plafonds datent de la restauration du XIXe siècle.